# وست تیلبوری
latitudeوست تیلبوریlongitudeوست تیلبوری
وست تیلبوری (به انگلیسی: West Tilbury) یک منطقهٔ مسکونی در انگلستان است که در شرق انگلستان واقع شده‌است.